# Bồ câu lam Rodrigues
Bồ câu lam Rodriguess thuộc một trong những loài bồ câu lam, là loài đặc hữu của đảo Rodrigues.Loài bồ câu này chỉ được biết đến nhờ mảnh xương được khai quật vào năm 2005, được phát hiện cùng với xương của diệc đêm Rodrigeus và gà nước Rodrigeus. Một mảnh xương đùi được mô tả vào năm 1879 nhưng đã bị thất lạc đến hiện nay cũng có thể thuộc về loài bồ câu này. Bồ câu lam Rodrigeus đã không được đề cập hay quan tâm của con người thời ấy nên không ai biết nó tuyệt chủng từ khi nào,,